# یاسوئوکا، ناگانو
یاسوئوکا، ناگانو (به لاتین: Yasuoka, Nagano) یک منطقهٔ مسکونی در ژاپن است که در Shimoina District واقع شده‌است. یاسوئوکا ۶۴٫۵۹ کیلومترمربع مساحت و ۱٬۷۱۴ نفر جمعیت دارد.